# Estill megye
Estill megye az Amerikai Egyesült Államokban, azon belül Kentucky államban található. Megyeszékhelye és legnagyobb városa Irvine. Lakosainak száma 14 163 fő (2020. április 1.). Estill megye Powell, Lee, Jackson, Madison és Clark megyékkel határos.

## Népesség
A megye népességének változása:
| Lakosok száma | 14 697 | 14 649 | 14 498 | 14 488 | 14 375 | 14 163 |
|               | 2010   | 2011   | 2012   | 2013   | 2015   | 2020   |